# Maria Ciechanowska
Maria Ciechanowska z domu Garbińska (ur. 1863 w Innsbrucku, zm. 15 lipca 1953 w Grodźcu) – polska ziemianka i społeczniczka.

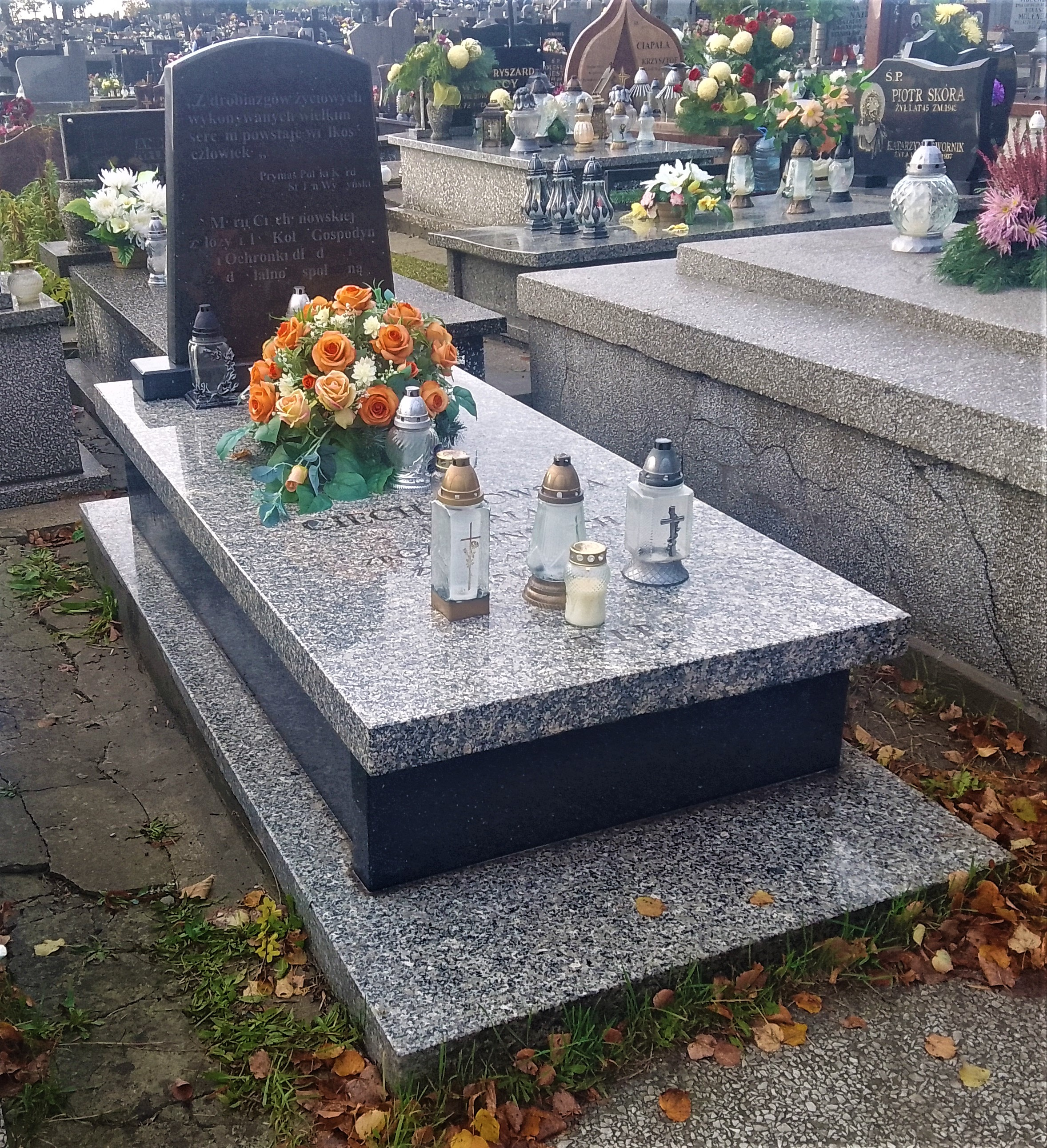
Grób Marii Ciechanowskiej na cmentarzu w Grodźcu

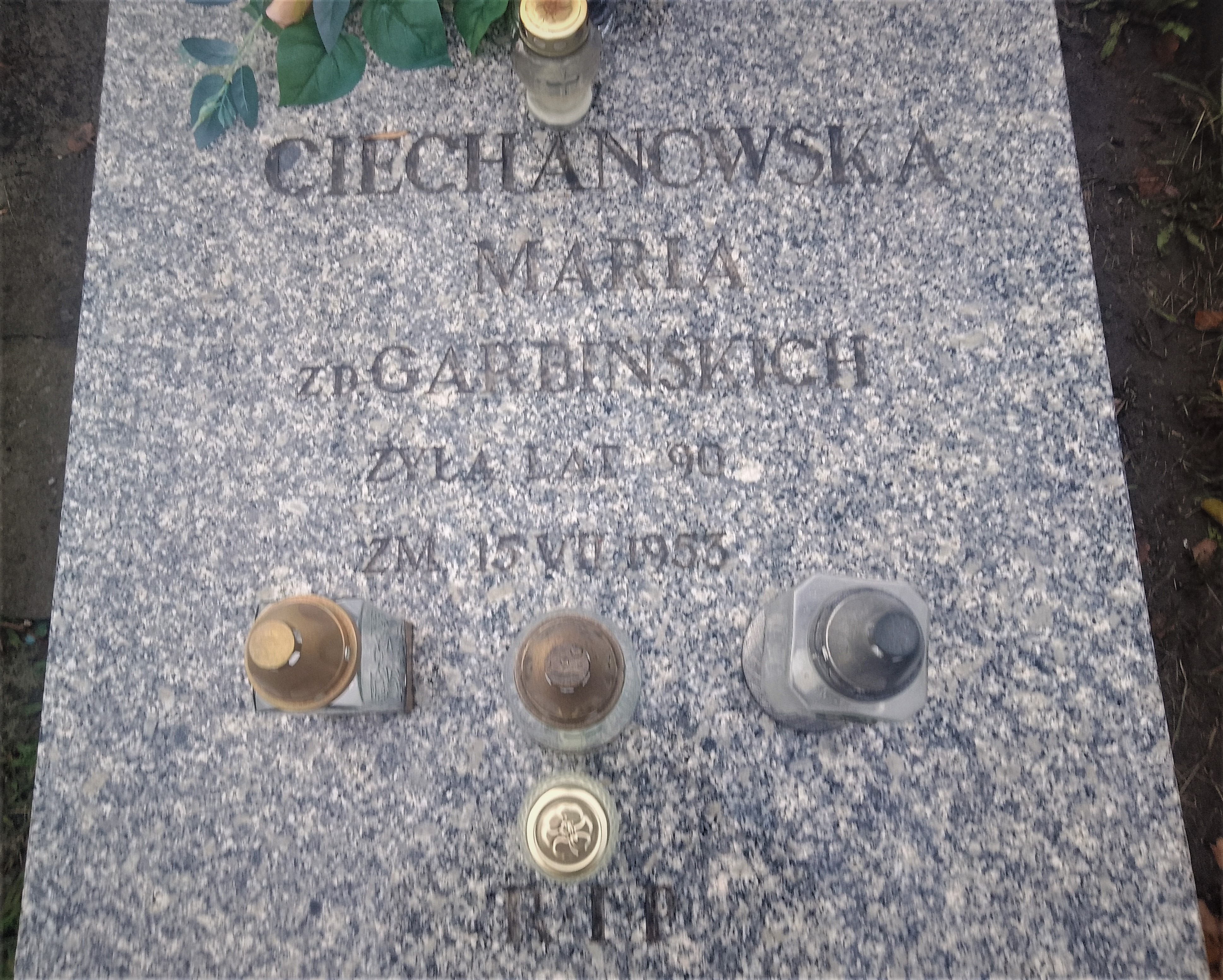
Płyta nagrobna

## Życiorys
Była córką Andrzeja Garbińskiego i Aleksandry Andrault de Langeron. Miała siostry Zofię i Wandę oraz braci Władysława i Andrzeja. W 1886 wyszła za mąż za właściciela dóbr Grodziec (ob. dzielnica miasta Będzin), przemysłowca Stanisława Ciechanowskiego herbu Skarbień (1845–1927). Owocem małżeństwa była dwójka dzieci: Maria Róża (1886–1941) i Jan Maria Włodzimierz (1887–1973).

### Działalność społeczna
W 1907 wystarała się o zgodę na sprowadzenie na teren ówczesnego Królestwa Polskiego Zgromadzenia Sióstr Niepokalanego Poczęcia NMP. Autorka książki poświęconej niepokalankom, Ewa Jabłońska-Deptuła, definiuje Ciechanowską jako charyzmatyczną kobietę, którą cechowała inteligencja i umiejętne wykorzystywanie znajomości oraz wpływów wśród elit Cesarstwa Rosyjskiego.
W 1916 w Grodźcu Maria powołała do życia Koło Kobiet Włościanek. Organizacja zajmowała się edukowaniem kobiet z zakresu wiedzy o gospodarstwie, umożliwiała włościankom zdobycie elementarnych podstaw wykształcenia z zakresu języka polskiego oraz matematyki. Kształcono tu również analfabetów.
Ciechanowska wspierała finansowo grodzieckie ochronki prowadzone przez siostry pasjonistki przy ul. Konopnickiej i Chopina. Dzięki pomocy Marii oraz lokalnych przemysłowców siostry sprawowały opiekę nad dziećmi oraz prowadziły naukę kroju, szycia i haftu dla dziewcząt. Z czasem podjęły się także akcji dokarmiania dzieci, w ramach której dziennie wydawano 100 obiadów dla najuboższych.
Podczas I wojny światowej Ciechanowska działała w organizacji zaopatrującej ubogą ludność w artykuły żywnościowe. W 1916 brała udział w kweście „Ratujcie dzieci” na terenie ówczesnego powiatu będzińskiego. Wchodziła w skład zarządu Rady Powiatowej Opiekuńczej Powiatu Będzińskiego. Była także członkinią grodzieckiej filii komisji ofiar, w której brała czynny udział w sekcjach artystycznej, teatralnej oraz kwestarskiej. Kiedy w 1916 w Grodźcu, w wyniku pożaru, spłonęło 49 domów oraz 52 stodoły, Ciechanowska w pałacu, w którym mieszkała, stworzyła dla rannych szpital. Dla poszkodowanych zorganizowała wyżywienie i niezbędną opiekę.
W 1936 wsparła półkolonie zorganizowane dla 130 grodzieckich dzieci.
Dzięki jej wstawiennictwu w 1919 z niemieckiego obozu jenieckiego został zwolniony będziński fotograf – Bronisław Arciszewski (1885–1964).
Podczas I powstania śląskiego Ciechanowska należała do Głównego Komitetu Niesienia Pomocy Ślązakom Zagłębia Dąbrowskiego. Działała również w organizacji Związku Pań, która podczas wojny polsko-bolszewickiej sfinansowała pomoc medyczną dla rannych żołnierzy.
W 1921 przekazała „mózgowioczaszkę prażubra Bison Priscus” Muzeum Polskiemu Towarzystwa Krajoznawczego w Kielcach. Maria Ciechanowska znajduje się na liście ofiarodawców i ofiarodawczyń, którzy w 1935 r. wyłożyli pieniądze na budowę Muzeum Narodowego w Krakowie.
2 maja 1922 została odznaczona Krzyżem Kawalerskim Orderu Odrodzenia Polski.

### Działalność biznesowa
W latach 1922–1930 była jednym z zastępców w Zarządzie Grodzieckiego Towarzystwa Kopalń Węgla i Zakładów Przemysłowych. Dysponowała własnym pakietem akcji przedsiębiorstwa. Była pierwszą i jedyną kobietą w jego władzach. Z jej inicjatywy w latach 30. XX w. doszło do zablokowania kontrowersyjnej umowy Grodzieckiego Towarzystwa z Towarzystwem Górniczo-Przemysłowym „Saturn”. Ciechanowska należała również do Klubu Urzędniczego założonego w 1912 i finansowanego przez część członków zarządu i pracowników grodzieckiego przedsiębiorstwa.

### Późniejsze lata
Po śmierci męża (pochowanego na Starych Powązkach w Warszawie) Maria postanowiła nadal mieszkać w majątku w Grodźcu. Syn Jan,dysponując prawami własności do ziemi, w 1930 podjął decyzję o zbyciu jej przemysłowej części belgijskiemu koncernowi Solvay SA. Jednocześnie zadbał o zabezpieczenie materialne matki. Pozostawił jej do dyspozycji pałac, a także część majątku.
Po zakończeniu II wojny światowej dobra rodziny Ciechanowskich przejęły władze komunistyczne. Maria została zmuszona znaleźć stałe lokum u osoby prywatnej i tam też mieszkała do końca życia. Maria była ostatnią z przedstawicieli rodu Ciechanowskich, która pozostała w Grodźcu.
Zmarła w 1953. Została pochowana na cmentarzu w Grodźcu. W 2009 Towarzystwo Przyjaciół Grodźca we współpracy z Kołem Gospodyń Wiejskich zadbało o renowację jej grobu.
W pałacu, w którym przez wiele lat mieszkała Ciechanowska, znajduje się Dom Pomocy Społecznej.